# Axel Born
Axel Born, född 5 februari 1887 i Prenzlau, död 1 september 1935 i Berlin, var en tysk geolog och paleontolog. 
Born studerade i Berlin, Hannover och Göttingen, blev 1911 filosofie doktor, 1913 privatdocent och 1926 professor i geologi och paleontologi vid Tekniska högskolan och Bergakademien i Charlottenburg. Han ägnade sig åt stratigrafi med paleontologi, allmän geologi, dynamisk geologi och tektonik samt geofysik med isostasi och tyngdkraftsmätning.